# Соботиште
Соботиште — деревня и муниципальный сельский округ на западе Словакии в районе Сеница Трнавского края.
В качестве муниципального сельского округа состоит из двух деревень: собственно Соботиште и Яворец.

## История
История Соботиште насчитывает не менее 800 лет. Первое упоминание поселения в летописи относится к 1241 году. На протяжении своей долгой истории под властью разных государств название населённого пункта трансформировалось и в разное время также произносилось как: Зободыха, Соботист, Соботище, Зоботис, Осомбат.
В 1428 году местность была заселена гуситами, переехавшими из Чехии ввиду преследований. В 1530 году сюда же переселились анабаптисты, убегая от преследований в Австрии и Германии. Здесь анабаптисты основали свою епархию, во главе которой стоял собственный епископ. С лёгкой руки местного населения анабаптисты здесь стали называться габанами (возможно, от нем. haben). Однако в 1621 году анабаптисты подверглись преследованиям со стороны польских казаков, которые были прерваны лишь начавшейся войной с Османской империей. В 1623 и 1650 деревня подвергалась нападению турецких войск.
Несмотря на войны, анабаптисты сумели хорошо развить сельское хозяйство и ремёсла в крае. Жители занимались земледелием и животноводством, самостоятельно производили все, необходимые для жизни товары, особенно выделялись гончарным искусством и керамикой, получившей название габанской.

## Население
| Год:                | 1994 | 2004    | 2014    | 2024    |
| ------------------- | ---- | ------- | ------- | ------- |
| Количество человек: | 1582 | 1536    | 1485    | 1483    |
| Разница:            |      | −2,90 % | −3,32 % | −0,13 % |

## Достопримечательности
В деревне существует римско-католическая церковь Успения Богоматери, заложенная в 1637 году, и часовня Воздвижения святого Креста, построенная в 1764 году. Также в деревне есть здание евангелическо-лютеранской церкви, построенной на основании патента о веротерпимости, выданном Иосифом ІІ в 1784 году. Сначала эта церковь была построена без башни. Её пристроили к зданию в 1909 году.

## Известные уроженцы
- Пёкк, Фридрих фон (1825—1884) — австро-венгерский флотоводец, адмирал, командующий Императорского и Королевского Военно-морского Флота Австро-Венгрии в 1871—1883 годах.

## Интересные факты
В честь села назван астероид 26401 Соботиште.
Учитель Самуэль Юркович 9 февраля 1845 года основал в Соботиште первую общественную кассу взаимопомощи.